# C'era una volta nel Paese delle Meraviglie
C'era una volta nel Paese delle Meraviglie (Once Upon a Time in Wonderland) è una serie televisiva statunitense, trasmessa durante la stagione televisiva 2013-2014 sulla rete televisiva ABC.
Si tratta dello spin-off di C'era una volta (Once Upon a Time), cronologicamente ambientato tra la quarta e la quinta stagione della serie principale. La serie é basata su Le avventure di Alice nel Paese delle Meraviglie di Lewis Carroll.
In Italia la serie è stata trasmessa dal 10 maggio 2015 al 21 giugno 2015 ogni domenica mattina su Rai 2.

## Trama
Nell'Inghilterra vittoriana, la giovane Alice si ritrova catapultata in un mondo fantastico, scoperto al di là della tana di un coniglio. Lì vive straordinarie avventure, per poi fare ritorno a casa, quando ormai è creduta morta dalla sua famiglia. Poiché i suoi racconti non vengono creduti, decide di fare ritorno nel Paese delle Meraviglie per raccogliere prove della sua esistenza, e durante questa nuova esperienza incontra il genio Cyrus, di cui s'innamora. Non molto tempo dopo, tuttavia, le truppe della malvagia Regina Rossa aggrediscono entrambi; Cyrus cade nel mare bollente e viene creduto morto da Alice, la quale ritorna nel mondo reale colta dalla disperazione. Ancora non creduta, finisce in manicomio, ma dopo un anno Bianconiglio, soggetto ai ricatti della regina, la quale rivuole Alice nel suo mondo, insieme all'ignaro Fante di Cuori si ripresenta da lei per annunciarle che Cyrus potrebbe ancora essere vivo. I tre ritornano quindi nel Paese delle Meraviglie alla ricerca del genio, il quale è davvero vivo, ma tenuto prigioniero da Jafar, in combutta con la Regina Rossa, intenzionato a conquistare i tre desideri custoditi da Alice.

## Episodi
| Stagione | Episodi | Prima TV USA | Prima TV Italia |
| -------- | ------- | ------------ | --------------- |
| Episodi  | 13      | 2013-2014    | 2015            |

## Personaggi e interpreti

### Personaggi principali
- Alice, interpretata da Sophie Lowe (da adulta) e da Millie Bobby Brown (da bambina), doppiata da Veronica Puccio (da adulta) e Vittoria Bartolomei (da bambina).
- Will Scarlet / Fante di Cuori / Re Bianco, interpretato da Michael Socha, doppiato da Simone Crisari.
- Cyrus / Genio della lampada interpretato da Peter Gadiot, doppiato da Gianfranco Miranda.
- Anastasia / Regina Rossa / Regina Bianca, interpretata da Emma Rigby, doppiata da Elena Perino.
- Jafar, interpretato da Naveen Andrews, doppiato da Antonio Palumbo.
- Bianconiglio, interpretato da John Lithgow (voce), doppiato da Franco Zucca.

### Personaggi ricorrenti
- Edwin Kingsley (padre di Alice), interpretato da Shaun Smyth, doppiato da Mauro Gravina.
- Sarah (matrigna di Alice), interpretata da Heather Doerksen, doppiata da Marina Guadagno.
- Dr. Lydgate, interpretato da Jonny Coyne, doppiato da Luca Biagini.
- Brucaliffo, interpretato da Iggy Pop (voce), doppiato da Toni Orlandi.
- Stregatto, interpretato da Keith David (voce), doppiato da Ennio Coltorti.
- Signora Bianconiglio, interpretata da Whoopi Goldberg (voce), doppiata da Sonia Scotti.
- PincoPanco, interpretato da Ben Cotton, doppiato da Emiliano Ragno.
- PancoPinco, interpretato da Marty Finochio, doppiato da Fabrizio Dolce.
- Sultano, interpretato da Brian George (anziano) e Amir Arison (giovane), doppiato da Giorgio Lopez (anziano) e Nanni Baldini (giovane).
- Elizabeth "Lucertola", interpretata da Lauren McKnight, doppiata da Letizia Ciampa.
- Amara, interpretata da Zuleikha Robinson, doppiata da Claudia Razzi.
- Ciciarampa, interpretata da Peta Sergeant, doppiata da Laura Boccanera.
- Robin Hood, interpretato da Sean Maguire, doppiato da Francesco Bulckaen.
- Cora / Regina di Cuori, interpretata da Barbara Hershey, doppiata da Maria Pia Di Meo.
- Rafi, interpretato da Dejan Loyola, doppiato da Marco Giansante.
- Taj, interpretato da Raza Jaffrey, doppiato da Guido Di Naccio.
- Nyx, interpretata da Leah Gibson, doppiata da Roberta De Roberto.
- Re Rosso, interpretato da Garwin Sanford, doppiato da Gino La Monica.

## Produzione

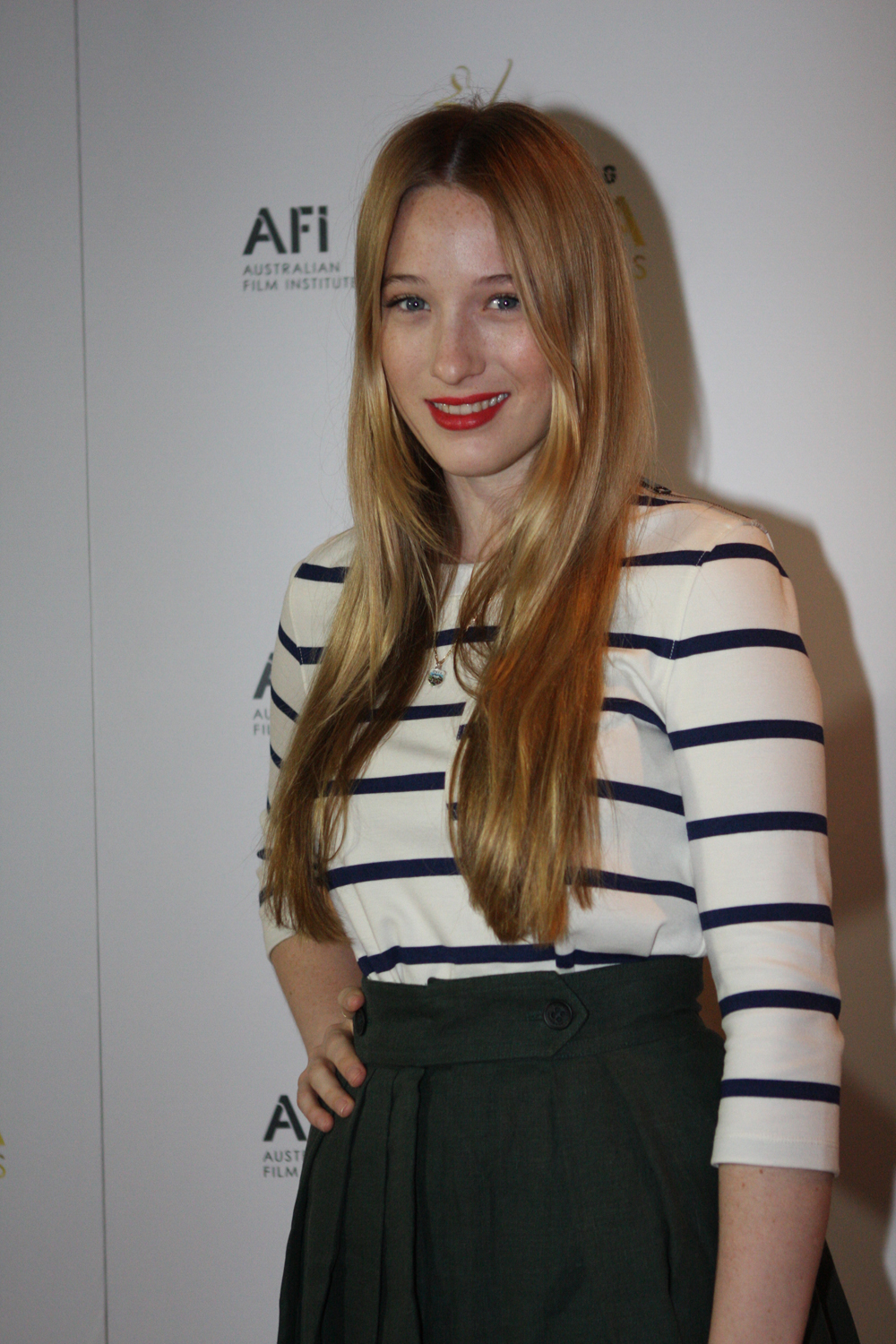
Sophie Lowe interpreta Alice

La produzione di uno spin-off della serie televisiva C'era una volta (Once Upon a Time), basato sul racconto di Lewis Carroll Le avventure di Alice nel Paese delle Meraviglie, è stata annunciata per la prima volta nel mese di febbraio 2013. La serie, ideata dagli stessi autori della serie madre, Eddy Kitsis e Adam Horowitz, viene narrata dalla prospettiva di Alice, anche se in origine era stato considerato di narrarla da quella del Cappellaio Matto.
Ispirata dall'opera Le avventure di Alice nel Paese delle Meraviglie, la serie è ambientata nel presente, con risvolti diversi dai precedenti adattamenti televisivi e cinematografici. Gli autori spiegarono che, pur mantenendo una storia separata rispetto alla serie madre, Once Upon a Time in Wonderland avrebbe presentato dei crossover con la serie madre, vedendo coinvolti personaggi del Mondo delle Fiabe, prima che fosse scagliato il sortilegio, oltre ai personaggi intrappolati a Storybrooke.

### Casting
Il 28 marzo 2013 Sophie Lowe è stata ingaggiata per interpretare la protagonista Alice, mentre Michael Socha e Peter Gadiot si sono uniti al cast per i ruoli del Fante di Cuori e Cyrus. Il 3 aprile Emma Rigby è stata ingaggiata per la parte della Regina Rossa, mentre il giorno seguente è stato annunciato che John Lithgow avrebbe dato voce al Bianconiglio. Inizialmente era stato scelto Paul Reubens.
La rockstar Iggy Pop è stato scelto per dare la voce al Brucaliffo.

### Riprese
Le riprese sono iniziate il 7 aprile 2013 a Vancouver.

### Programmazione
Il 10 maggio 2013 la ABC ha ordinato la produzione di una prima stagione completa, trasmessa dal 10 ottobre 2013 al 3 aprile 2014. Il 28 marzo 2014 la serie viene cancellata dopo una sola stagione, anche se già inizialmente i produttori avevano detto che la serie avrebbe avuto un finale auto-conclusivo già alla prima stagione, e che sarebbe proseguita con la seconda solamente se gli ascolti fossero stati alti.

### Sequenza d'apertura
La sequenza d'apertura di ogni episodio mostra l'ambientazione del Paese delle Meraviglie, con funghi in primo piano, e, a partire dal secondo, esattamente come la serie madre, una creatura o un oggetto legato all'episodio corrente.